# Еленділ
Еленділ (квен. Elendil — «Друг Ельфів»; 3119 — 3441 рр. д.е.) — персонаж романів Дж. Р. Р. Толкіна «Сильмариліон» та «Володар Перснів», один з вождів вірних нуменорців (за дружбу з ельдарами їх називали еленділами) та перший верховний король дунедайн у вигнанні, що заснували Північне королівство Арнор та Південне королівство Ґондор, батько Ісілдура та Анаріона.
На адунаїку його ім 'я звучало як Німрузан або Німрузір, від адун. Nimri — «Сяючі», тобто Ельдар.
У кінотрилогії Пітера Джексона «Володар Перснів» роль Еленділа виконав ново-зеландський актор Пітер МакКензі.

## Походження
Еленділ походив з роду князів міста Андуніє на заході Нуменору, що вели свій родовід від дочки четвертого короля Тар-Еленділа Сильмарієнь.
Батьком Еленділа був останній князь Андуніеє Аманділ, що був радником короля Ар-Фаразона до того часу, коли Саурон підкорив своїй волі короля та його двір.
Напередодні фатального вторгнення Ар-Фаразона (під'юдженого Сауроном) на землі Аману Аманділ відплив разом з трьома своїми найвірнішими слугами до Валінору, подібно до свого предка Еаренділа, щоб вимолити прощення у Валарів для нуменорців та врятувати острів Нуменор. Більше про нього ніхто не чув.
Перед своїм відплиттям Аманділ звернувся до Еленділа та його синів — своїх онуків Ісілдура та Анаріона з порадою якнайшвидше покинути Нуменор, передбачаючи його швидку загибель.

## На чолі вірних нуменорців

Мапа острова Нуменор. Королівство Еленділа Андуніє знаходиться в центрі ліворуч. Нуменор потонув у катаклізмі, який завершив Другу Епоху; Еленділ був одним із небагатьох, хто втік до Середзем'я

В часи короля Ар-Гімільзора усі вірні нуменорці були переселені в околиці портового міста Роменна на сході острова. Серед них була також і родина князів Андуніє.
В часи Ар-Фаразона Аманділ та Еленділ були видатними морськими капітанами і користувалися шаною багатьох людей, через це Ар-Фаразон і Саурон не насмілювались ув 'язнити їх.
Аманділ і Еленділ відверто не сприйняли новий релігійний культ Мелькора і не стали шанувати Саурона, який впровадив цей культ, як більшість нуменорців з партії людей короля.
Коли флот Ар-Фаразона відбув на захід, Еленділ, його сини та всі вірні нуменорці зібрали все що було їм дороге, і, сівши на кораблі, відпливли до Середзем 'я. Їм вдалось уникнути вояків Саурона, що прийшли схопити Еленділа та його синів щоб принести їх у жертву в Храмі Мелькора.
Князь Еленділ командував чотирма кораблями, Ісілдур — трьома, Анаріон — двома. Вони стали свідками велетенських хвиль, що поглинули острів і, будучи підхопленими західним буревієм, дістались берегів Середзем 'я.
Кораблі Еленділа буря принесла до Лунської затоки, а його синів — до гирла Андуїна. Король Ліндону Гіл-Галад, який зустрів вигнанців, допоміг їм..

## Заснування Арнору і Гондору

Герб Арнору

Далі кораблі Еленділа піднялися вгору Лунською затокою та річкою Лун, а кораблі його синів річкою Андуїн до Пеларгіра.
Ті, хто був з Еленділом, заснували Північне королівство Арнор, а ті хто врятувався з його синами — Південне королівство Гондор.
Еленділом було зведено місто Аннумінас на березі озера Ненуіал (Сутінкове), що стало столицею королівства, а також місто Форност на Північних пагорбах, вежу на пагорбі Амон-Сул та вежі Емін-Берайд (згодом говорили, що їх збудував Гіл-Галад для Еленділа). Також мешканці Арнору оселились у Кардолані та на пагорбах Рудауру.
Еленділ володів трьома з семи палантирів (решту отримали його сини). Камені були подаровані ельдарами Аманділу і стали власністю його спадкоємців. Палантіри Півночі були розміщені на Емін-Берайд, Амон-Сул та в Аннумінасі.

Герб Гондору

Сини Еленділа Ісілдур та Анаріон збудували величне місто Осгіліат по обидва береги Андуїну, що стало столицею Гондору. Тут у тронній залі стояли трони синів Еленділа.
На правому березі річки, на відрозі гори Міндолуін, було зведено місто Мінас-Анор, де знаходився дім Анаріона, а на лівому — у передгір 'ї Похмурих гір — Мінас-Ітіль, в якому оселився Ісілдур. Палантіри Гондору були поділені Ісілдуром та Анаріоном і знаходилися в Мінас-Анорі, Осгіліаті, Мінас-Ітілі та вежі Ортханк в Ізенгарді.

## Участь у Війні Останнього Союзу і загибель
Тіло Саурона також потонуло у водах Великого Моря під час затоплення Нуменору, але його дух зринув на поверхню і помчав до своїх володінь у Мордорі. Він прийняв нову подобу, але не прекрасну, як попередня (бо прекрасний вигляд він не міг вже приймати), а жахливу. Дізнавшись про те що сини Еленділа заснували біля його володінь королівство, Саурон став готуватись до нападу.
У 3429 р. Другої Епохи він напав на Міна-Ітіль і захопив його. Ісілдур з родиною встигли відплисти по Андуїну і дістатись Арнору. Анаріон тримав оборону в Осгіліаті і зміг відкинути військо Мордору назад за Похмурі гори.
Тим часом Еленділ та Гіл-Галад зустрілись у вежі на пагорбі Амон-Сул і уклали союз між ельдарами і дунедайн, що отримав назву Останнього. У 3431 р. їх спільні війська дійшли до Імладріса, де трохи затримались.
Далі війська ельдарів, дунедайн та гномів Кгазад-Думу на чолі з королем Дуріном рушили через Імлисті гори, і перейшовши по мосту через Андуїн рушили на південь. У 3434 р. вони зустрілись з військами Саурона на полях Дагорладу.
У тій битві всі істоти, крім ельфів та породжень темряви, розділились і бились на боці різних таборів. Після багатоденних кровопролитних боїв військо ельдарів і дунедайн здобуло перемогу і, рушивши далі, взялу в облогу Барад-Дур. Облога тривала сім років, під час неї у 3440 р. загинув менший син Еленділа Анаріон.
У 3441 р. Саурон вийшов на поєдинок з Гіл-Галадом і Еленділом, в ході якого, обидва королі загинули, Еленділ впав і його меч Нарсіл зламався. Проте Ісілдур здолав Саурона і уламком Нарсіла відтяв його палець з Єдиним Перснем.
Найбільш схожим на Еленділа був його онук Елендур — старший син Ісілдура, що разом з батьком та двома братами загинув у бою в Оболоні (Ірисній Низовині) у 2-му році Третьої Епохи.

## Династія Спадкоємців Еленділа
Еледіл став родоначальником двох династій: в Арнорі після загибелі Ісілдура став правити його четвертий син Валанділ, а у Гондорі — син Анаріона Менельдур.
Династія Півночі не переривалася навіть після загибелі у 1974 р. Третьої Епохи останнього залишку Північного королівства — Артедайну.
Нащадки останнього короля Артедайну Арведуї стали вождями Слідопитів Півночі.
У Гондорі династія спадкоємців Анаріона перервалася після зникнення короля Еарнура у 2050 р. Третьої Епохи, і королівством правили намісники з роду Гуріна. Однак, дочка короля Гондору Ондогера (1787—1944 рр. Третьої Епохи) Фірієль вийшла заміж за Арведуї. Їх нащадки були спадкоємцями обох династій.
Тому після остаточного падіння Саурона у Війні Персня в 3019 р. Третьої Епохи вождь Слідопитів Півночі Арагорн ІІ син Араторна ІІ був коронований як король Арнору і Гондору Елесар Телконтар. Ім 'я «Еленділ» — було кличем Арагорна, а "Спадкоємець Еленділа" — частиною його королівського титулу.
Реліквіями Дому Еленділа в Арнорі були:
1. Скіпетр Півночі, що перейшов у спадок від князів Андуніє;
2. Еленділмір (Зірка Еленділа та Зірка Півночі) — ельфійський діамант на міфріловій стрічці, що також належав володарям Андуніє;
3. Перстень Барагіра, подарований королем Нуменору Тар-Еленділом своїй дочці Сильмарієнь
4. Уламки Нарсіла принесені Ісілдуровим зброєносцем Огтаром в Імладріс після нападу орків в Ірисній Низовині (у січні 3019 р., перед виходом Братства Персня з Рівендела, уламки перекували в меч Андуріл, що став зброєю Арагорна).

Після падіння Артедайну реліквії зберігались у домі Елронда в Рівенделі.

## Могила Еленділа

"Три Руни Еленділа"("ламбе андо ламбе") - на гербі сенешалів-намісників Гондора.

Еленділ був похований на вершині Амон-Анвара (Пагорба Благословення), у Шепітливому лісі, в краї Анорієн, що тоді розташовувався у центрі королівства Гондор. До вершини пагорба було збудовано кам 'яні сходи, на вершині було зроблено рівний майданчик в центрі якого розташовувався курган, де цвіли квіти альфіріну і в траві лежав чорний камінь з вибитими на ньому трьома рунами: "ламбе андо ламбе" ("Л — НД — Л", що означало ім 'я Еленділ без позначення голосних). Ці руни він використовував як особистий знак і напис на печатках.
Місце поховання Еленділа, як заповів Ісілдур, зберігалось у суворій таємниці, лише король Гондору з кількома наближеними мав право підніматись на вершину Амон-Анвара. У рік свого повноліття туди приводили спадкоємця трону, котрому розповідали про створення святині і посвячували у справи королівства. Біля могили у 2510 р. Третьої Епохи було принесено Клятву Еорла Юного — короля рогіримів та намісника Кіріона.
Оскільки після виникнення Рогану(Рогіриму) пагорб був уже не в центрі королівства, а на межі з іншою державою, то намісник Кіріон відвіз прах Еленділа у скриньці до усипальниці Мінас-Тіріта.
Влітку 3019 р. Еомер та Елессар на вершині пагорба підтвердили заповіт вічного союзу Рогану і Гондору. Відомо, що у чертогах Намісників Гондору знаходились скульптури Еленділа та його сина Ісілдура.

## Спадок Еленділа
Еленділові належить авторство повісті «Акаллабет» про падіння Нуменору і його останнього короля Ар-Фаразона, рукопис оповіді зберігся в бібліотеці Мінас-Тіріта. Також історія Алдаріона і його дружини Ерендіс збереглась саме завдяки йому.